# شهرستان الگیو-ماراک‌وت
شهرستان الگیو-ماراک‌وت (به لاتین: Elgeyo-Marakwet County) یک منطقهٔ مسکونی در کنیا است که در کنیا واقع شده‌است. شهرستان الگیو-ماراک‌وت ۳٬۰۴۹٫۷ کیلومتر مربع مساحت و ۳۶۹٬۹۹۸ نفر جمعیت دارد.

### نگارخانه

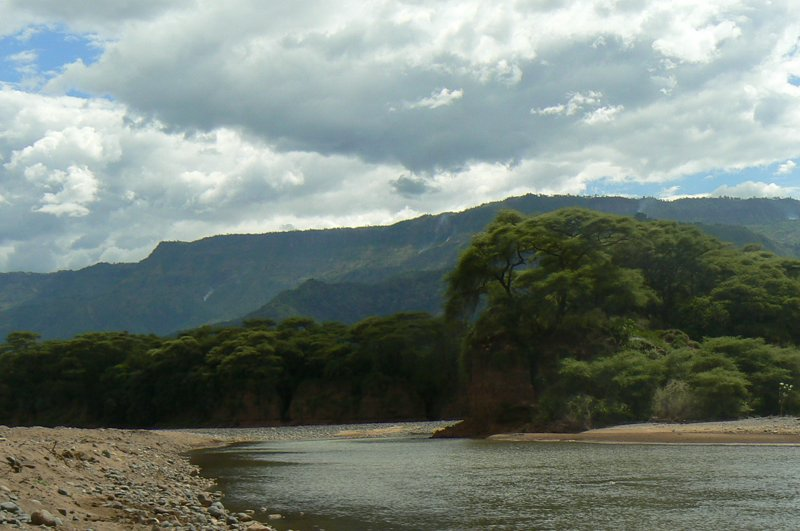
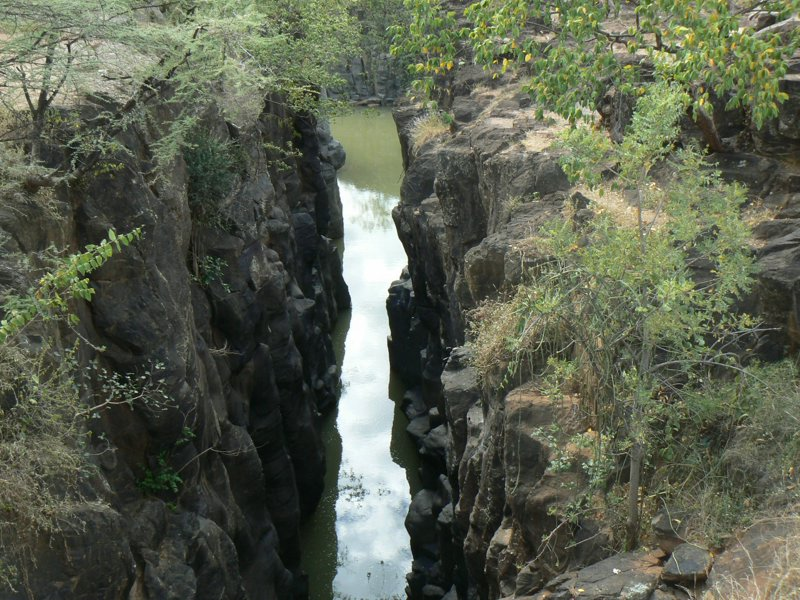
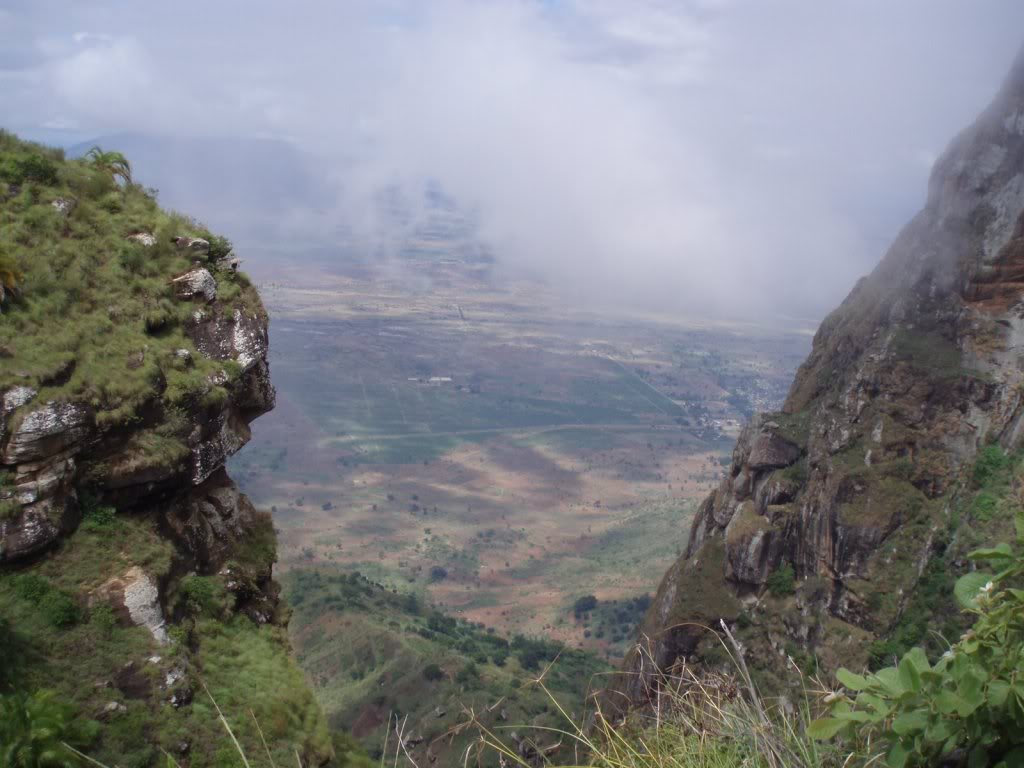
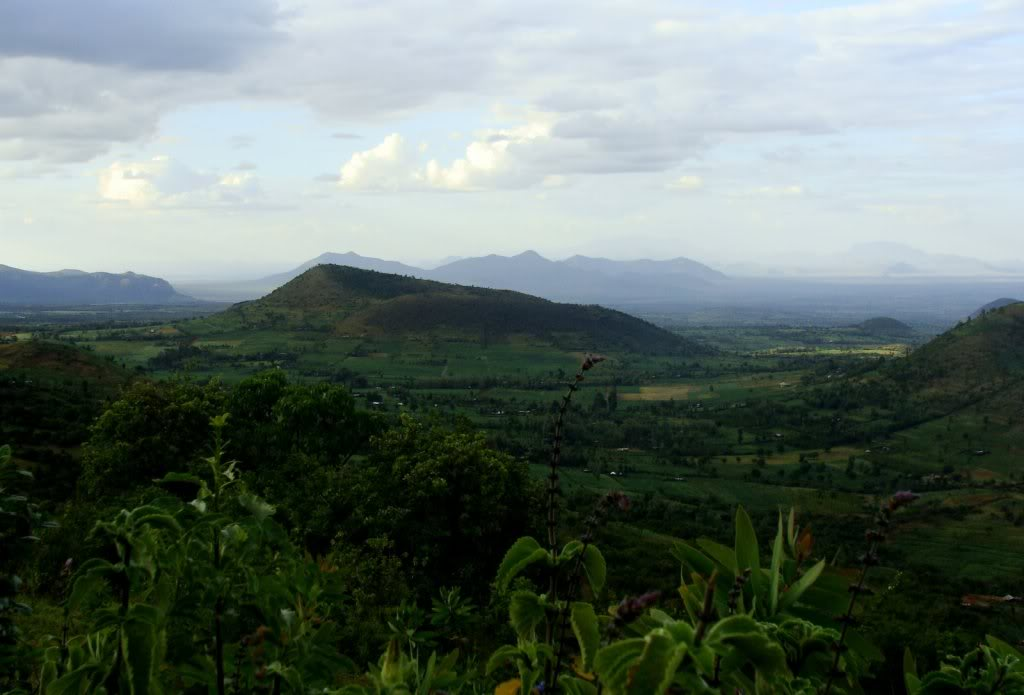
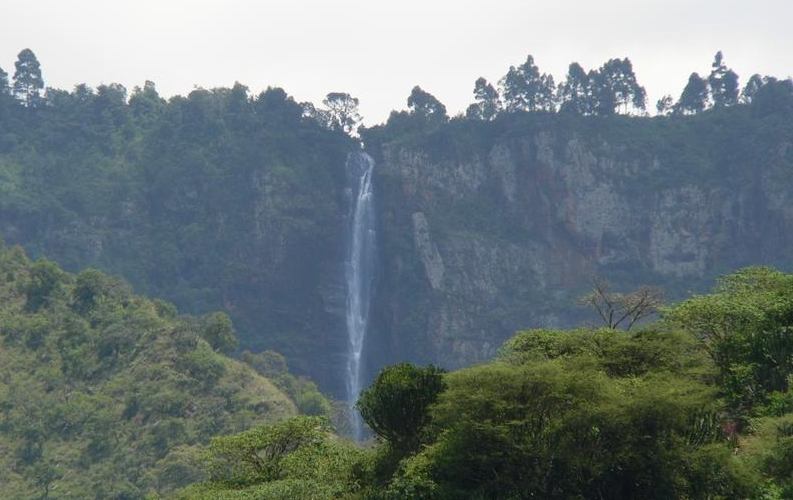
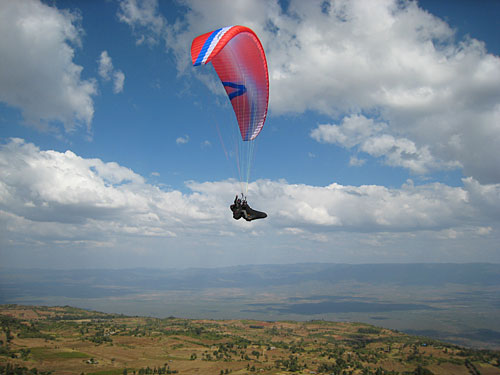
.
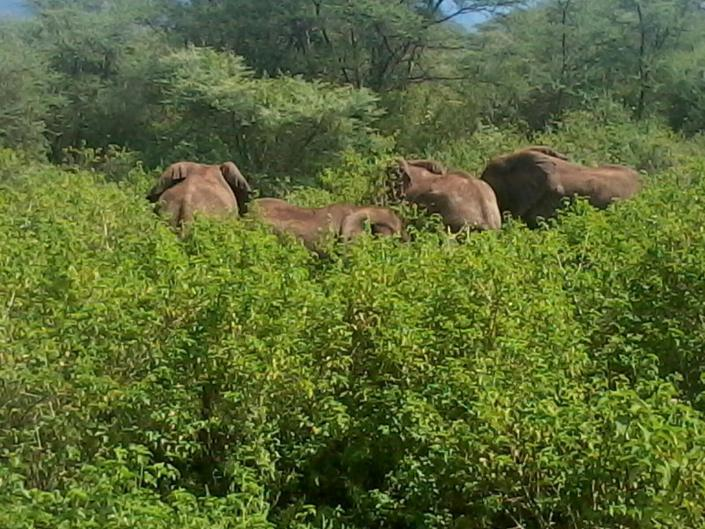
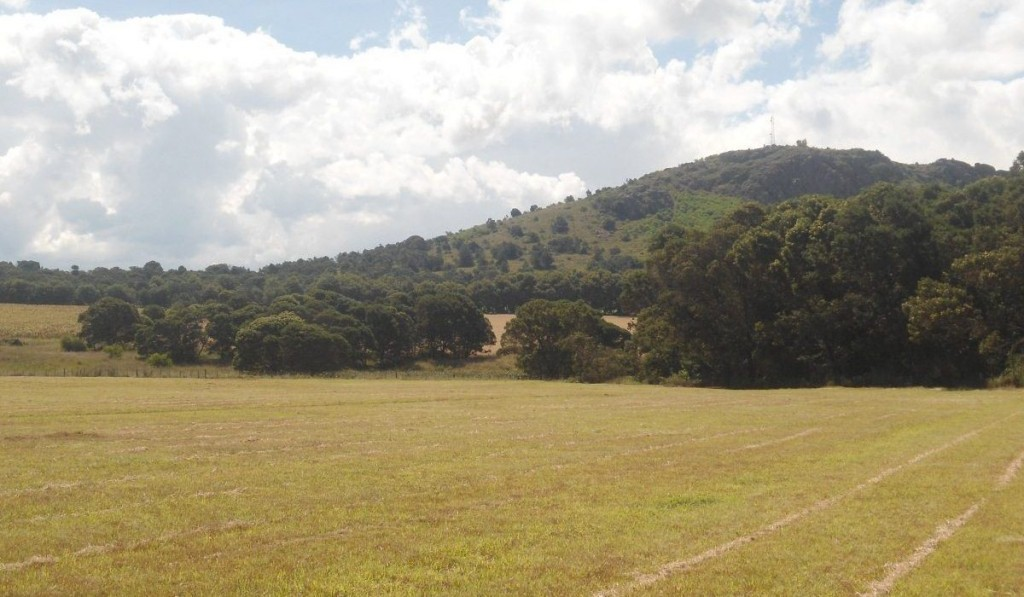